# Новоургальське міське поселення
Новоурга́льське міське поселення (рос. Новоургальское городское поселение) — міське поселення у складі Ульчського району Хабаровського краю Росії.
Адміністративний центр — селище міського типу Новий Ургал.

## Населення
Населення міського поселення становить 6202 особи (2019; 6874 у 2010, 7500 у 2002).

## Склад
До складу міського поселення входять:
| Населений пункт                   | Населення, осіб (2002) | Населення, осіб (2010) |
| --------------------------------- | ---------------------- | ---------------------- |
| Новий Ургал, селище міського типу | 7274                   | 6803                   |
| Лиственний, селище                | 72                     | 0                      |
| Ургал, селище                     | 154                    | 71                     |